# Массовые убийства в Лиепае

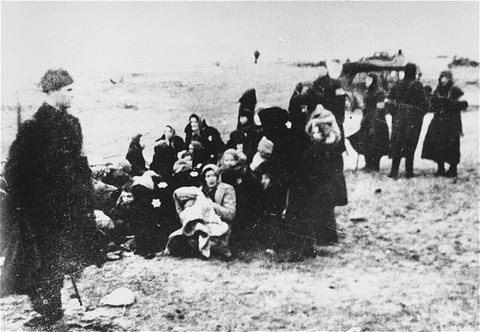
Евреи на берегу моря вблизи Лиепаи перед расстрелом,15 декабря 1941 года

Массовые убийства в Лиепае — серия массовых казней в Лиепае и окрестностях в 1941 — начале 1942 гг., составная часть Холокоста в Латвии. Основные виновники убийств были айнзацгруппы, Служба безопасности СД, Полиция порядка и Латвийская вспомогательная полиция. Убийства совершались на открытой местности.
К октябрю 1941 года в Латвии уцелело 40 тысяч евреев, которые в основном находились в трёх гетто: рижском, даугавпилсском и лиепайском. 15 и 16 декабря 1941 года уничтожили узников лиепайского гетто — 2749 евреев. 2731 еврей и 23 коммуниста были казнены в местечке Шкеде.

## Предыстория
Евреи Лиепаи не были ассимилированы, однако из-за отдалённости от центров еврейской религиозной жизни и немецкого влияния не очень строго соблюдали религиозные традиции. В честь евреев, погибших в борьбе за независимость Латвии 13 октября 1934 года в городе был установлен памятник. В то же время евреи Лиепаи пострадали от погромов, устроенных солдатами латвийской армии. По переписи 1935 года в Лиепае проживало 7379 евреев (12,9 % от всех жителей).
После нападения Германии на СССР 22 июня 1941 года на восток из Латвии бежало около 15 тысяч евреев и ещё 5 тысяч погибли в ходе боевых действий. Остальные евреи Латвии в том числе и большинство евреев Лиепаи остались под оккупацией. Лиепая была оккупирована 29 июня и в июле стала округом Генерального округа Латвия рейхскомиссариата Остланд.

## Наиболее массовые акции
Первые расстрелы евреев в городе прошли 29 июня и 3-4 июля в парке Райниса, где было убито около 300 человек. Их трупы были сброшены там же в траншеи. Впоследствии оккупанты заставили евреев выкапывать трупы и отвозить за пределы города. Выполнявших эту работу также расстреляли.
10 июля начальником лиепайского СД был назначен унтерштурмфюрер СС Вольфганг Кюглер (Киглер), который несёт ответственность за все последующие акции уничтожения евреев Лиепаи до июля 1942 года.
22-25 июля у маяка и рыбоконсервного завода было расстреляно по разным данным от 910 до 3000 человек.
С сентября начались массовые расстрелы в дюнах у посёлка Шкеде. В сентябре было убито более 500 человек, расстрелы продолжались всю осень. Крупнейшие акции уничтожения евреев Лиепаи прошли 15-17 декабря 1941 года. Аресты начались 14 декабря, расстрелы 15-го. Акции начинались в 8 утра и продолжались весь световой день. За 3 дня было убито от 2749 до 3500 человек, включая женщин и детей. Последние крупные акции расстрелов в Шкеде прошли 12-15 февраля и в апреле 1942 года, когда было убито ещё 550 евреев.

## Суммарные данные о расстрелах
| Дата                  | Место                            | Наименование акции  | Командующий                | Количество жертв | Жертвы                          |
| --------------------- | -------------------------------- | ------------------- | -------------------------- | ---------------- | ------------------------------- |
| 4 июля 1941           | Лиепая, парк Райниса             |                     | Райхерт (Айнзатцкоманда 2) | 200-300          | Евреи                           |
| 7 июля 1941           | Маяк                             |                     | Грауэль                    | 30               | Заложники                       |
| 8-10 июля 1941        | Лиепая                           |                     | Грауэль                    | 300?             |                                 |
| 24-25 июля 1941       |                                  | Первая акция Арайса | Кюглер                     | 910              | Евреи                           |
| Конец июля 1941       |                                  | Акция Ulleweit      | Кюглер                     | 15               | Евреи                           |
| 22 сентября 1941      | Лиепая                           |                     | Кюглер                     | 61               | Евреи                           |
| 24 сентября 1941      | Лиепая                           |                     | Кюглер                     | 61               | Евреи                           |
| 25 сентября 1941      | Лиепая                           |                     | Кюглер                     | 123              | Евреи                           |
| 26 сентября 1941      |                                  |                     | Кюглер                     | 80               | Евреи и коммунисты              |
| 30 сентября 1941      |                                  |                     | Кюглер                     | 21?              | Евреи                           |
| Неизвестно            | Курземе                          |                     | Кюглер                     | 15-20            | Душевнобольные                  |
| Неизвестно            | Курземе                          |                     | Кюглер                     | 20               | Евреи                           |
| 3 октября 1941        | Лиепая                           |                     | Кюглер                     | 37               | Евреи                           |
| 4 октября 1941        | Лиепая                           |                     | Кюглер                     | 20               | 18 евреев и 2 коммуниста        |
| 8 октября 1941        | Лиепая                           |                     | Кюглер                     | 36               | Евреи                           |
| 11 октября 1941       | Лиепая                           | Акция Brückenwache  | Кюглер                     | 67               | Евреи                           |
| Примерно октябрь 1941 | Шкеде                            |                     | Кюглер                     | 200              | Евреи                           |
| Октябрь 1941          |                                  |                     | Кюглер                     | 25               | Евреи                           |
| Октябрь 1941          |                                  |                     | Кюглер                     | 50-80            | Евреи                           |
| Октябрь 1941          | Лиепая                           |                     | Кюглер                     | группы           | Коммунисты                      |
| Октябрь 1941          | Шкеде                            | Акция Linharts      | Кюглер                     | 33               | 30 мужчин, 3 женщины            |
| Конец октября 1941    |                                  |                     | Кюглер                     | 80               | Мужчины, женщины, дети          |
| Конец октября 1941    | Приекуле                         |                     | Кюглер                     | 20               | Евреи                           |
| 3 ноября 41           | Айзпуте                          |                     |                            | 386              | Евреи                           |
| 6 ноября 41           | Лиепая                           |                     |                            | 5                | 2 еврея и 3 коммуниста          |
| 10 ноября 41          | Лиепая                           |                     |                            | 56               | 30 евреев и 26 коммунистов      |
| Начало декабря 1941   | Шкеде                            |                     |                            | 100              | Цыгане                          |
| 15-17 декабря 1941    | Шкеде                            |                     |                            | 2,749            | Евреи (мужчины, женщины и дети) |
| 15 декабря 1941       | Лиепая (у военно-морского порта) |                     |                            | 270              | Евреи                           |
| Декабрь 1941          |                                  |                     |                            |                  | Душевнобольные                  |
| 15 февраля 1942       | Шкеде                            |                     |                            |                  | Евреи                           |
| Начало марта 1942     | Шкеде                            |                     |                            | Около 20         | Коммунисты                      |
| Апрель 1942           | Шкеде                            |                     |                            | 15-20            | Мужчины                         |
| Конец марта 1942      |                                  |                     |                            | 20               | Латыши                          |
| Лето 42               | Шкеде                            |                     |                            |                  |                                 |

## Участники убийств

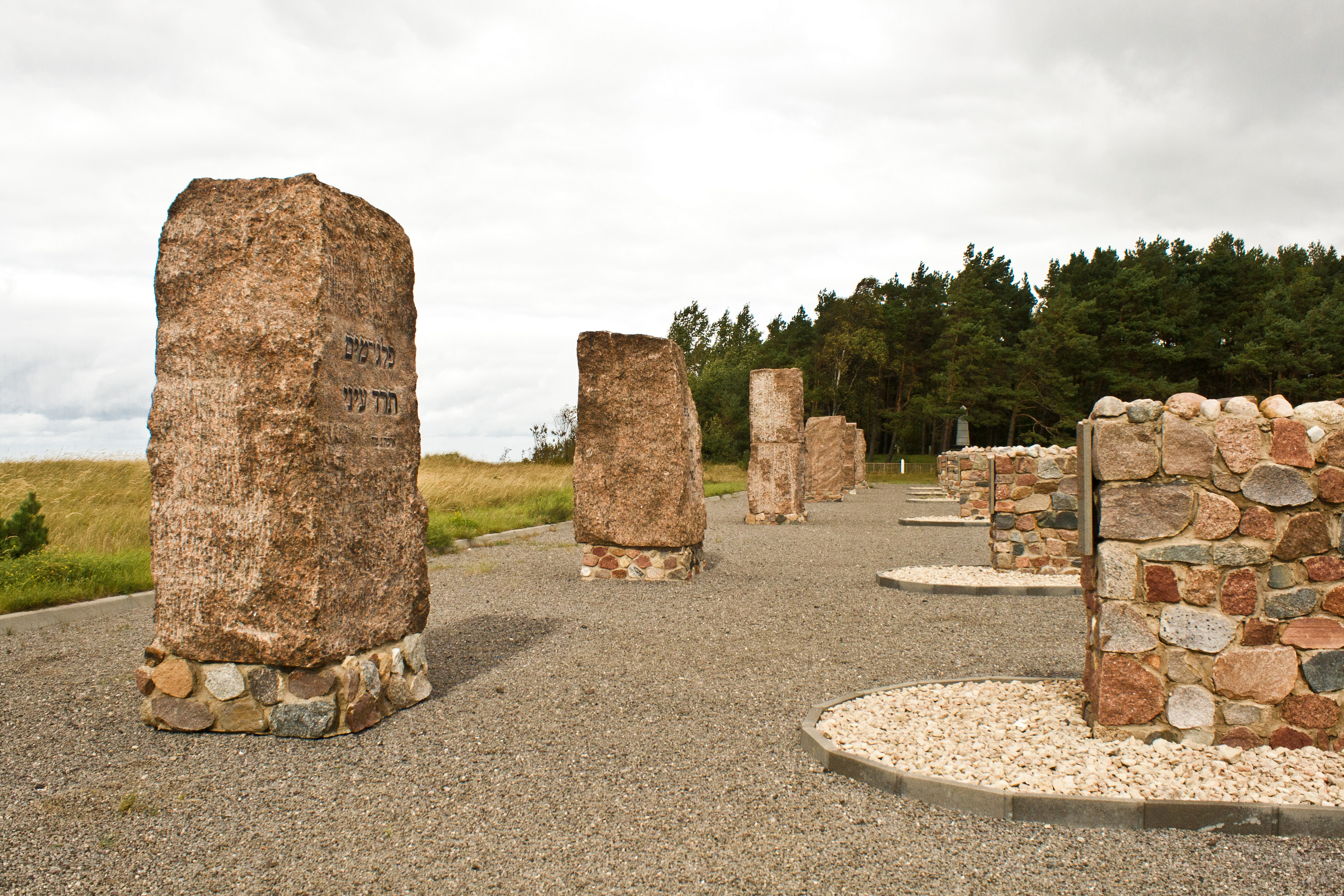
Памятник расстрелянным

Участниками массовых убийств были члены айнзатцкоманд, сотрудники службы безопасности СД, полиция порядка, латвийская вспомогательная полиция и команда Арайса.
Первые акции в конце июня-начале июля 1941 года проводились айнзатцкомандой 1а под командованием оберштурмбаннфюрера СС Райхерта. 3 или 4 июля в Лиепаю прибыл Эрхард Грауэль, командир отряда айнзатцкоманды 2, состоявшей из примерно 30 человек, большинство из них из 9 батальона полиции порядка. Райхерт уехал на следующий день после прибытия Грауэля. Первые расстрелы под командованием Грауэля состоялись 5-7 июля. К концу октября Грауэль вернулся в Германию для изучения юриспруденции, организовав перед этим убийства евреев в Вентспилсе.
10 или 11 июля руководство расстрелами перешло в руки нового начальника лиепайской СД Вольфганга Кюглера. 16 июля 1941 года командующим военно-морским флотом Германии в Лиепае был назначен фрегаттен-капитан Ганс Кавельмахер. По его просьбе для ускорения «решения еврейской проблемы» из Риги в Лиепаю прибыла команда Арайса.

## Известные жертвы и память погибших
На Лиепайском еврейском кладбище есть мемориальная стена с именами 6428 жертв Холокоста и ГУЛАГа. Летом 2005 года в Шкеде был открыт мемориал с именами всех известных жертв. Раньше здесь стоял обелиск, возведенный в советское время. Среди прочих в Лиепае погибли:
- Коган, Наум Яковлевич — литератор и переводчик
- Цвик, Михаил Миронович — русский и латышский писатель